# Големи стол
Големи стол, популарно познат и као Столски камен, је брдо – планина у општини Бабушница, које надвисује већи део Лужничке котлине. Вероватно је и сам назив планина добила по изгледу пошто је врх заравњен и подсећа на сто (стол). Планина се у локалном жаргону још назива „Столски камик” или „Столсћи камик”. Надморска висина износи 1.238 m.
Брдо надвисује: села Стол, Кијевац, Дучевац, Вава, Александровац и Камбелевац као и Бабушницу. Са врха брда се виде: Сува планина, Шанац (брдо), Шљивовички врх (Шљивовички вис) и Стара планина. Са врха се види већи део Лужнице (Лужничке котлине).
Као маркантна планина и објекат Големи стол је инспирација за многе ликовне уметнике. Велики број слика и фотографија се може наћи на интернету и Фејсбуку.

## Легенде
О настанку планине и самог имена „Стол” или „Големи стол” у околним селима се испредају и дан данас легенде:
- Планина „Стол”, званично „Големи стол” („Столски камен” или у локалном говору „Столски камик”) је добила име због тога што, посматрана из даљине, изгледа као сто (стол).
- Големи стол је заравњен јер је својевремено Марко Краљевић стао на ту планину и бацио камен чак на другу планину.
- По сличној легенди је Марко Краљевић са суседног брда скочио на „Стол” и од силине га заравнио. То место одакле је наводно Марко Краљевић скочио се зове „Скоковје”, изнад Доњег Крњина.

- Када је Марко Краљевић у џаку носио плен, ту је сео да одмори. Тада му се џак поцепао и један мањи део је исцурио из џака и тако је настао „Столсћи камик”. На основу тога може се закључити колики је био џак који је носио Марко Краљевић и колико је био велики и јак Марко Краљевић...

## Галерија
- Големи Стол поглед из Бабушнице
- Мали Стол лево и Големи Стол десно, поглед из Лужничке котлине
- Големи Стол поглед са Јеремијиног брда
- Поглед са улаза у Бабушницу
- Големи Стол и Бабушница зими
- Уметничка слика уље на платну аутор Винко Димитријевић
- Врх планине
- У јесен
- Столски камен у магли 2015.г.